# How I’m Feeling Now
| Совокупная оценка   | Совокупная оценка |
| Источник            | Оценка            |
| ------------------- | ----------------- |
| AnyDecentMusic?     | 7.9/10            |
| Metacritic          | 82/100            |
| Оценки критиков     |                   |
| Источник            | Оценка            |
| AllMusic            | [ 1 ]             |
| Clash               | 9/10              |
| Crack               | 8/10              |
| The Daily Telegraph | [ 11 ]            |
| DIY                 | [ 12 ]            |
| The Guardian        | [ 13 ]            |
| The Independent     | [ 14 ]            |
| NME                 | [ 15 ]            |
| Pitchfork           | 7.7/10            |
| The Times           | [ 17 ]            |

How I’m Feeling Now («Как я себя чувствую сейчас») — четвёртый студийный альбом британской певицы Charli XCX, выпущенный 15 мая 2020 года. Релиз состоялся спустя восемь месяцев после её прошлого третьего альбома Charli (2019) и был сделан «do-it-yourself» совместно с фанами за шесть недель. Весь процесс записи и название диска были инспирированы пандемией COVID-19. Charli XCX, A. G. Cook и BJ Burton выступили в качестве продюсеров.

## История
6 апреля 2020 года Чарли XCX объявила через публичный Zoom-звонок с поклонниками, что она будет работать над новым альбомом в самоизоляции из-за пандемии COVID-19, с предварительным названием How I’m Feeling Now. В звонке Чарли XCX заявила: «Характер этого альбома будет очень показательным для времени, потому что я смогу использовать только те инструменты, которые есть у меня под рукой, чтобы создать всю музыку, обложки, видео — все». Весь проект будет проходить в сотрудничестве с поклонниками, с помощью звонков через Zoom, чтобы делиться демо-записями и текстовыми разговорами с продюсерами и спрашивать мнения поклонников о синглах, идеях песен и оформлении. В стриме она также сообщила, что среди тех, с кем она работает A. G. Cook и BJ Burton. Во время анонса Zoom Чарли XCX назначила дату выхода на 15 мая 2020 года.

## Отзывы
После его выхода How I’m Feeling Now получил признание и положительные отзывы музыкальной критики и интернет-изданий. Он получил 82 из 100 баллов на интернет-агрегаторе Metacritic, что означает «общее признание».
Нейл МакКормик оценил альбом как идеальный 5-звездочный диск в своём обзоре для газеты The Daily Telegraph, отметив, что он «обладает прямотой, непосредственностью и близостью, которые ускользали от неё раньше», в то время как Сальваторе Маицки из издания The Fader назвал его «неоспоримо связующим и честным» в исследовании эмоциональных крайностей. Ханна Милреа из журнала NME назвала это «великолепной, экспериментальной коллекцией» и высоко оценила «ловкость убийственного поп-хита» Шарлотты-Эммы Этчисон (настоящее имя Charli XCX), несмотря на не самый сильный продакшн. Точно так же Меган Уоррендер, журналист из журнала Clash, высоко оценила его «футуристический, непредсказуемый звук и склонность к неотразимым поп-хукам», а также его проявление «нежности и уязвимости».

### Итоговые списки
| Публикация           | Список                                           | Ранг | Ссылка |
| -------------------- | ------------------------------------------------ | ---- | ------ |
| Billboard            | Billboard́s 50 Best Albums of 2020 — Mid-Year     | N/A  | [ 23 ] |
| Consequence of Sound | Top 50 Albums of 2020                            | 18   | [ 24 ] |
| Crack                | The Top 50 Albums of 2020                        | 9    | [ 25 ] |
| Exclaim!             | 33 Best Albums of 2020 So Far                    | 22   | [ 26 ] |
| Gigwise              | The Gigwise 51 Best Albums of 2020               | 30   | [ 27 ] |
| Gorilla vs. Bear     | Gorilla vs. Bear’s Albums of 2020                | 24   | [ 28 ] |
| The Guardian         | The 50 Best Albums of 2020                       | 33   | [ 29 ] |
| The Line of Best Fit | The Best Albums of 2020 Ranked                   | 3    | [ 30 ] |
| NME                  | The 50 Best Albums of 2020                       | 24   | [ 31 ] |
| NPR                  | The 50 Best Albums of 2020                       | 50   | [ 32 ] |
| Paste                | Pastés 25 Best Albums of 2020 — Mid-Year         | 20   | [ 33 ] |
| Pitchfork            | The 50 Best Albums of 2020                       | 48   | [ 34 ] |
| The Quietus          | Quietus Albums Of The Year 2020                  | 71   | [ 35 ] |
| Rolling Stone        | Rolling Stonés 50 Best Albums of 2020 — Mid-Year | N/A  | [ 36 ] |
| Stereogum            | Stereoguḿs 50 Best Albums of 2020 — Mid-Year     | 8    | [ 37 ] |
| Stereogum            | The 50 Best Albums of 2020                       | 19   | [ 38 ] |
| Uproxx               | The Best Albums of 2020 So Far                   | 14   | [ 39 ] |
| Uproxx               | The Best Albums of 2020                          | 28   | [ 40 ] |

## Список композиций
| №                   | Название               | Автор(ы)                                                      | Продюсеры           | Длительность |
| ------------------- | ---------------------- | ------------------------------------------------------------- | ------------------- | ------------ |
| 1.                  | «Pink Diamond»         | Charlotte Aitchison Dijon Duenas Alexander Guy Cook           | Dijon A. G. Cook    | 2:04         |
| 2.                  | «Forever»              | Aitchison Cook BJ Burton                                      | Cook Burton         | 4:03         |
| 3.                  | «Claws»                | Aitchison Burton Dylan Brady                                  | Brady               | 2:29         |
| 4.                  | «7 Years»              | Aitchison Cook Burton                                         | Cook                | 3:15         |
| 5.                  | «Detonate»             | Aitchison Cook                                                | Cook                | 3:39         |
| 6.                  | «Enemy»                | Aitchison Burton Eli Teplin James Stack                       | Burton              | 3:43         |
| 7.                  | «I Finally Understand» | Aitchison Benjamin Keating                                    | Palmistry           | 2:31         |
| 8.                  | «C2.0»                 | Aitchison Cook Brady Umru Rothenberg Theron Thomas Tommy Cash | Cook                | 3:40         |
| 9.                  | «Party 4 U»            | Aitchison Cook                                                | Cook                | 4:56         |
| 10.                 | «Anthems»              | Aitchison Danny L Harle Brady                                 | Harle Brady         | 2:51         |
| 11.                 | «Visions»              | Aitchison Cook Burton                                         | Cook Burton         | 3:49         |
| Общая длительность: | Общая длительность:    | Общая длительность:                                           | Общая длительность: | 37:00        |

## Чарты
| Чарт (2020)                       | Высшая позиция |
| --------------------------------- | -------------- |
| Австралия (ARIA)                  | 37             |
| Бельгия/Фландрия (Ultratop)       | 106            |
| Ирландия (Irish Albums Chart)     | 27             |
| Япония (Billboard Japan)          | 82             |
| Литва (AGATA)                     | 64             |
| Новая Зеландия (RMNZ)             | 40             |
| Шотландия (Scottish Albums Chart) | 48             |
| Великобритания (UK Albums Chart)  | 33             |
| США (Billboard 200)               | 111            |